# Prionocornis latipennis
Prionocornis latipennis là một loài bọ cánh cứng trong họ Cerambycidae.